# Luana Borgia
Luana Borgia, pseudonimo di Luana Perdon (Seveso, 28 settembre 1967), è un'ex attrice pornografica e modella italiana.

## Biografia

### Carriera
Inizia la sua carriera facendo la modella e partecipa alle selezioni italiane per Miss Mondo nel 1989, dopo essere stata selezionata nel concorso di Miss Italia l'anno precedente. Lasciata la Brianza, si trasferisce a Roma e comincia a esibirsi in una serie di spettacoli sexy. Dopo aver tentato di esordire nel cinema "tradizionale" (a suo dire, fu ricattata sessualmente da un regista e ciò la convinse ad abbandonare quella strada), agli inizi degli anni novanta va affermandosi come una delle più importanti realtà della cinematografia pornografica hardcore italiana, dove si guadagna l'appellativo di "Duchessa dell'hard".
Nel 1994 vince il premio Impulse d'oro come miglior attrice hardcore europea e, dopo l'uscita di scena di Ilona Staller e la morte di Moana Pozzi, sembra avviarsi a diventare la principale attrice porno italiana, ruolo che ha poi dovuto condividere con altre realtà emergenti, sino all'annuncio del suo ritiro dalle scene hardcore (2001). Vanta una partecipazione al Festival di Sanscemo nel 1995 (insieme alle Minislip) con il brano Un giorno da pornostar.
Fa parlare di sé anche per la sua frequentazione con un frate cappuccino di Cosenza, padre Fedele Bisceglia, che aveva conosciuto a Lecco nel 1994, durante una manifestazione contro la violenza negli stadi. Da allora, i due vengono spesso visti insieme, soprattutto negli stadi, alimentando voci e pettegolezzi. Nel 1995, Luana convince il frate a partecipare all′Erotica Tour di Bologna, dove lo aiuta a raccogliere fondi per l'acquisto di un'autoambulanza da inviare in Ruanda e per sostenere l'Oasi francescana, il rifugio per i poveri fondato dallo stesso frate. L'obiettivo viene raggiunto, con l'acquisto di una vera sala operatoria mobile ai bisognosi del Ruanda, ma la Borgia venne accusata di atti osceni in luogo pubblico dalla Pretura di Belluno.
All'inizio del 2000 smette di girare film pornografici (annunciando con clamore su Rai 1 il suo ritiro dalle scene), a parte qualche successivo sporadico ritorno; dopodiché inizia a lavorare nelle chat-line erotiche televisive, oltre a presenziare nelle discoteche come special guest (ospite speciale). Inizia, inoltre, una carriera di show-girl al fianco di Paolo Limiti nel programma televisivo quotidiano Ci vediamo alle due su RaiUno. Nell'estate del 2007 ha partecipato alla trasmissione Lucignolo, protagonista di una serata presso una discoteca della Costa Smeralda. Nel 2003-2004 ha pubblicato un suo CD musicale dal titolo Save Your Love, distribuito da Self. Ritorna al porno nel 2009 con il regista Mario Salieri e per lui gira quattro film: Wellness pervertion, Dominazione totale, Sadismo estremo e Padrona del gioco.
In seguito si rimette in gioco come modella per l'agenzia creative models.

### Politica
Nel 2011 avanzò la sua candidatura a sindaco di Taranto all'interno della lista civica "Taranto svegliati": alle primarie del movimento, svoltesi il 12 marzo 2012, venne sconfitta per 207 voti contro 109 dalla collega Amandha Fox, la quale tuttavia non sarebbe poi riuscita a presentarsi alle elezioni comunali della città jonica.

## Filmografia
- Guendalina, regia di Lorenzo Onorati (1989)
- La donna dei sogni, regia di Mario Bianchi (1989)
- Gli amori bestiali di Luana, regia di Derek Worth (1990)
- Immersioni anali, regia di Mario Bianchi (1990)
- Intimità anale, regia di Mario Bianchi (1990)
- L'ultimo tango anale, regia di Mario Bianchi (1990)
- Puttana per gusto, regia di Antonio D'Agostino (1990)
- Il delta di Venere, regia di Antonio D'Agostino (1990)
- Senza scrupoli 2, regia di Carlo Ausino (1990)
- I desideri di Carla, regia di Pietro Poletti (1990)
- Un culo... un mito, regia di Mario Bianchi (1990)
- Angelicamente vostre, regia di Mario Bianchi (1990)
- Sequestro di una madonna perbene, regia di Lorenzo Onorati (1991)
- Le doppie bocche di Luana, regia di Antonio D'Agostino (1991)
- Discesa all'inferno, regia di Mario Salieri (1991)[11]
- Brivido al sole, regia di Mario Salieri (1991)
- Cenerentola '91, regia di Lorenzo Onorati (1991)
- Luana la calda ninfomane, regia di Antonio D'Agostino (1991)
- Il culo di Luana, regia di Antonio D'Agostino (1991)
- Sinfonia di una vergine, regia di Lorenzo Onorati (1991)
- Bagnate davanti e di dietro, regia di Derek Worth (1991)
- Visioni orgasmiche, regia di Mario Bianchi (1992)
- Orgia di compleanno, regia di Eugenio Delorenzi (1992)
- Eccitanti preparativi, regia di Eugenio Delorenzi (1992)
- Fantasie notturne, regia di Eugenio Delorenzi (1992)
- Scala reale, regia di Franco Ludovisi (1992)
- Luana la porcona, regia di Lorenzo Onorati (1992)
- Colpo grosso in Porno Street, regia di Mario Bianchi (1992)[12]
- Valentina Valentina, regia di Alessandro Perrella (1992)
- Rossana la ragazza dello scandalo, regia di Antonio D'Agostino (1992)
- Sfondata e bagnata, regia di Derek Worth (1992)
- Squillo di fuoco, regia di Mario Bianchi (1992)
- Amiche del cazzo, regia di Mario Bianchi (1992)
- In due di dietro, regia di Mario Bianchi (1993)
- Sodoma piaceri proibiti, regia di Mario Bianchi (1993)
- Erotismo e perversioni, regia di Mario Bianchi (1993)
- Sotto il vestito tutto da scoprire, regia di Antonio D'Agostino (1993)
- 3 settimane di intenso piacere, regia di Antonio D'Agostino (1993)[13]
- Rosa, regia di Joe D'Amato (1993)[14]
- Luana sesso e amore, regia di Pietro Barreca (1993)
- Luana perversa nel ventre, regia di Pietro Barreca (1993)
- Giochi particolari, regia di Antonio D'Agostino (1994)
- Le avventure di Turpex - Sesso alchemico, regia di Joe Gagliano (1994)[15]
- Luana... di tutto di più!, regia di Pietro Barreca (1994)
- Le sognatrici, regia di Joe Gagliano e Benny West (1994)
- L'hotel dei piaceri continui, regia di Pietro Barreca (1994)
- Il testamento, regia di Joe Gagliano e Benny West (1994)[16]
- Mandingo Superstar, regia di Mario Bianchi (1994)[17]
- Voglia di maschi caldi, regia di Antonio D'Agostino (1994)
- Sogni bagnati d'amore, regia di Mark Donegan (1994)
- Fra le gambe di Luana, regia di Joe D'Amato (1994)
- Incontri anali all'autosalone, regia di Joe D'Amato (1994)
- Obsession anale, regia di Pietro Barreca (1994)
- Tutti di dietro, regia di Mario Bianchi (1994)
- Inside Luana Borgia, regia di Magdalena Lynn (1995)
- Eros e Tanatos, regia di Mario Salieri (1995)
- Mia moglie... aperta a tutti, regia di Joe D'Amato (1995)
- La nebbia nel passato, regia di Magdalena Lynn (1996)
- Siamo donne vogliose e perverse, regia di Salvatore Di Liberto e Mario Bianchi (1996)
- Sfondata e bagnata, regia di Derek Worth (1996)
- Concetta Licata III, regia di Mario Salieri (1997)
- Usura Gallery, regia di Mario Salieri (1997)
- Voyeur Gallery, regia di Mario Salieri (1997)
- Luana e le sue amiche, regia di Franco Lo Cascio (1998)
- Il confine, regia di Silvio Bandinelli (1999)
- La contessa e l'orfanella, regia di Mario Bianchi (2000)
- Doom Fighter - Apoteosi finale, regia di Gianfranco Romagnoli (2000)
- Pulp, regia di Silvio Bandinelli (2001)
- Feticismo, regia di Melissa Barth (2001)
- L'ospizio della vergogna, regia di Mario Bianchi (2001)
- Le insaziabili, regia di Lauro Pisanelli (2002)
- Wellness pervertion, regia di Mario Salieri (2009)
- Dominazione totale, regia di Mario Salieri (2009)
- Sadismo estremo, regia di Mario Salieri (2009)
- Padrona del gioco, regia di Mario Salieri (2009)